# Phebellia margaretae
Phebellia margaretae är en tvåvingeart som beskrevs av Bergstrom 2005. Phebellia margaretae ingår i släktet Phebellia och familjen parasitflugor.
Artens utbredningsområde är Finland. Arten är reproducerande i Sverige. Inga underarter finns listade i Catalogue of Life.